# Microhyla karunaratnei
Microhyla karunaratnei är en groddjursart som beskrevs av Fernando och Mahendra Siriwardhane 1996. Microhyla karunaratnei ingår i släktet Microhyla och familjen Microhylidae. IUCN kategoriserar arten globalt som akut hotad. Inga underarter finns listade i Catalogue of Life.